# Dudley
Dudley ist eine Stadt in der Grafschaft West Midlands in England. Sie zählte 83.727 Einwohner (2011) und ist Verwaltungssitz des Metropolitan Borough of Dudley mit mehr als 310.000 Einwohnern. Dudley liegt südlich von Wolverhampton und ist die größte Stadt im Black Country. Das Stadtzentrum ist traditionell eine Exklave von Worcestershire, die vollständig von Staffordshire umgeben ist. Aus diesem Grund gehört es noch heute zur Diözese Worcester.

## Geschichte
Die Geschichte von Dudley reicht bis in das frühe Mittelalter zurück. Der Ortsname ist eine Zusammensetzung des altenglischen Wortes lēah „Wald, Waldlichtung“ mit dem Personennamen Dud(d)a und bedeutet damit so viel wie „Waldlichtung des Dud(d)a“. Im 8. Jahrhundert entstand auf einem Hügel eine Befestigungsanlage, am Fuße des Hügels ein kleines Dorf; beide werden im Domesday Book erwähnt.
Die Befestigung wurde im 13. Jahrhundert zu einem Schloss ausgebaut. Dudley war bedeutend genug, um ab 1295 Abgeordnete ins Parlament entsenden zu können. Die Truppen von Oliver Cromwell zerstörten das Schloss 1647 während des Englischen Bürgerkriegs; der übrig gebliebene Rest fiel 1750 einem Brand zum Opfer.
Während des 18. und 19. Jahrhunderts wuchs Dudley durch die Industrialisierung rasch an. In den umliegenden Bergwerken wurden Kohle, Eisenerz, Kalkstein und feuerfester Ton abgebaut. Diese Rohstoffe wurden an Ort und Stelle verarbeitet, wodurch Dudley sich zu einem industriellen Zentrum entwickelte. Vorherrschend waren neben der Eisenverarbeitung die Herstellung von Glas, Textilien und Lederwaren. Die meisten Industriezweige verloren in der zweiten Hälfte des 20. Jahrhunderts an Bedeutung.

## Sehenswürdigkeiten
- Die Ruinen des mittelalterlichen Dudley Castle beherbergen seit 1937 auch den Dudley Zoo and Castle.
- Bekannt ist Dudley für das riesige, überdachte Merry Hill Shopping-Center im Ortsteil Brierley Hill, eines der größten und populärsten Einkaufscenter in der Umgebung.
- Sehenswert ist das Freilichtmuseum Black Country Living Museum, in dem die von Bergbau und Schwerindustrie geprägte Vergangenheit wieder auflebt.

## Persönlichkeiten
- Abraham Darby I (1676–1717), Eisenfabrikant
- Thomas Phillips (1770–1845), Maler und Porträtist
- Frederick Herbert Torrington (1837–1917), Organist, Dirigent, Komponist und Musikpädagoge
- John Haden Badley (1865–1967), Reformpädagoge
- James Whale (1889–1957), Regisseur
- Francis Watson (1907–1992), Kunsthistoriker
- Dorothy Round (1908–1982), Tennisspielerin
- Charles Coulson (1910–1974), Chemiker und Mathematiker
- Thomas Bristow (1913–2007), Ruderer
- Maurice V. Wilkes (1913–2010), Informatiker
- Frederick William Johnson (1917–1993), kanadischer Richter, Vizegouverneur von Saskatchewan
- Harri Pritchard Jones (1933–2015), Schriftsteller und Psychiater
- Dennis Stevens (1933–2012), Fußballspieler
- Duncan Edwards (1936–1958), Fußballspieler
- Charles McKeown (* 1946), Drehbuchautor und Schauspieler
- Sam Allardyce (* 1954), Fußballspieler und -trainer
- Lenny Henry (* 1958), Komiker, Schauspieler und Moderator
- Michael Rosswess (* 1965), Sprinter
- Jason Bonham (* 1966), Schlagzeuger
- Carl Trueman (* 1967), reformierter Theologe und Kirchenhistoriker
- Robert Alleyne (* 1968), Fußballspieler
- David Burrows (* 1968), Fußballspieler
- Mick Hill (* 1980), Poolbillardspieler
- Robert Wringham (* 1982), Humorist, Journalist und Buchautor
- Dave Mastiff (* 1984), Wrestler
- Reanne Evans (* 1985), Snookerspielerin
- James Banner (* 1991), Jazzmusiker
- Demi Stokes (* 1991), Fußballspielerin